# Orlando Magic
Orlando Magic je basketbalový tým hrající severoamerickou ligu National Basketball Association. Patří do Jihovýchodní divize Východní konference NBA. Sídlí ve městě Orlando na Floridě.
Tým byl založen roku 1989.
Za svou historii dokázali Magic dvakrát vyhrát play-off své konference (v roce 1995 a 2009), v následném finále celé NBA ale v obou případech prohráli (0:4 Houston Rockets, 1:4 Los Angeles Lakers).

## Statistiky týmu v NBA
| Sezóna        | Výhry | Prohry | %    | Účast v play-off                                                | Výsledky v play-off                                                                       |
| ------------- | ----- | ------ | ---- | --------------------------------------------------------------- | ----------------------------------------------------------------------------------------- |
| Orlando Magic |       |        |      |                                                                 |                                                                                           |
| 1989-90       | 18    | 64     | 22,0 |                                                                 |                                                                                           |
| 1990-91       | 31    | 51     | 37,8 |                                                                 |                                                                                           |
| 1991-92       | 21    | 61     | 46,3 |                                                                 |                                                                                           |
| 1992-93       | 41    | 41     | 50,0 |                                                                 |                                                                                           |
| 1993-94       | 50    | 32     | 61,0 | První kolo                                                      | 0:3 Indiana Pacers                                                                        |
| 1994-95       | 57    | 25     | 69,5 | První kolo Konferenční semifinále Konferenční finále Finále NBA | 3:1 Boston Celtics 4:2 Chicago Bulls 4:3 Indiana Pacers 0:4 Houston Rockets               |
| 1995-96       | 60    | 22     | 73,2 | První kolo Konferenční semifinále Konferenční finále            | 3:0 Detroit Pistons 4:1 Atlanta Hawks 0:4 Chicago Bulls                                   |
| 1996-97       | 45    | 37     | 54,9 | První kolo                                                      | 2:3 Miami Heat                                                                            |
| 1997-98       | 41    | 41     | 50,0 |                                                                 |                                                                                           |
| 1998-99       | 33    | 17     | 66,0 | První kolo                                                      | 1:3 Philadelphia 76ers                                                                    |
| 1999-2000     | 41    | 41     | 50,0 |                                                                 |                                                                                           |
| 2000-01       | 43    | 39     | 52,4 | První kolo                                                      | 1:3 Milwaukee Bucks                                                                       |
| 2001-02       | 44    | 38     | 53,7 | První kolo                                                      | 1:3 Charlotte Hornets                                                                     |
| 2002-03       | 42    | 40     | 51,2 | První kolo                                                      | 3:4 Detroit Pistons                                                                       |
| 2003-04       | 21    | 61     | 25,6 |                                                                 |                                                                                           |
| 2004-05       | 36    | 46     | 43,9 |                                                                 |                                                                                           |
| 2005-06       | 36    | 46     | 43,9 |                                                                 |                                                                                           |
| 2006-07       | 40    | 42     | 48,8 | První kolo                                                      | 0:4 Detroit Pistons                                                                       |
| 2007-08       | 52    | 30     | 63,4 | První kolo Konferenční semifinále                               | 4:1 Toronto Raptors 1:4 Detroit Pistons                                                   |
| 2008-09       | 59    | 23     | 72,0 | První kolo Konferenční semifinále Konferenční finále Finále NBA | 4:2 Philadelphia 76eres 4:3 Boston Celtics 4:2 Cleveland Cavaliers 1:4 Los Angeles Lakers |
| 2009-10       | 59    | 23     | 72,0 | První kolo Konferenční semifinále Konferenční finále            | 4:0 Charlotte Bobcats 4:0 Atlanta Hawks 2:4 Boston Celtics                                |
| 2010-11       | 52    | 30     | 63,4 | První kolo                                                      | 4:2 Atlanta Hawks                                                                         |
| 2011-12       | 37    | 29     | 56,1 | První kolo                                                      | 4:1 Indiana Pacers                                                                        |
| 2012-13       | 20    | 62     | 24,4 |                                                                 |                                                                                           |
| 2013-14       | 23    | 59     | 28,0 |                                                                 |                                                                                           |
| 2014-15       | 25    | 57     | 30,5 |                                                                 |                                                                                           |
| 2013-14       | 23    | 59     | 56,1 |                                                                 |                                                                                           |
| 2014-15       | 25    | 57     | 28,0 |                                                                 |                                                                                           |
| 2015-16       | 35    | 47     | 42,7 |                                                                 |                                                                                           |
| Celkem        | 1062  | 1104   | 49,0 |                                                                 |                                                                                           |
| Play-off      | 57    | 66     | 46,3 |                                                                 |                                                                                           |